# Drăguș
Drăguș is een Roemeense gemeente in het district Brașov.
Drăguș telt 1183 inwoners.